# متمم لابوشر
بند ۱۱ قانون اصلاح حقوق کیفری ۱۸۸۵ که معمولاً به عنوان متمم لابوشر (به انگلیسی: Labouchere Amendment) شناخته می‌شود، «بی‌عفتی فاحش» را در بریتانیا جرم انگاری کرد. در عمل، این قانون به‌طور گسترده‌ای برای تعقیب مردان همجنس‌گرا مورد استفاده قرار می‌گرفت، در مواردی که اثبات «لواط»  ممکن نبود. مجازات لواط که تا سال ۱۸۶۱ اعدام بود و پس از آن به حبس ابد تغییر یافت، به دلیل شدت آن، به ندرت منجر به محکومیت می‌شد. اما قانون جدید اجرای بسیار ساده‌تری داشت.
در انگلستان و ولز، بند ۱۱ در سال ۱۹۵۶ توسط بخش ۱۳ قانون جرائم جنسی  لغو و مجدداً تصویب شد. این بند در نهایت در سال ۱۹۶۷ با تصویب قانون جرائم جنسی ۱۹۶۷  لغو شد، که به موجب آن رفتار همجنس‌گرایانه مردانه تا حدی جرم‌زدایی شد.
از معروف‌ترین آنها، اسکار وایلد بود که بر اساس بخش ۱۱ به دو سال کار اجباری محکوم شد. آلن تورینگ نیز بر اساس همان بخش محکوم شد و به تزریق استروژن (اخته‌سازی شیمیایی) به عنوان جایگزینی برای زندان محکوم شد.

## پیش‌زمینه
مصوبه لواط ۱۵۳۳، در زمان هنری هشتم، لواط را به عنوان «رذیلت منفور و مشمئزکننده» در قوانین عرفی گنجاند.قانون جرائم علیه شخص ۱۸۶۱ به‌طور خاص مجازات اعدام برای لواط را به حبس ابد کاهش داد، که تا سال ۱۹۶۷ ادامه یافت. با این حال، فحاشی، استمناء و سایر اعمال بدون دخول همچنان قانونی باقی ماندند. فعالیت همجنس‌گرایانه خصوصی، اگرچه مورد انگ و شیطان‌سازی قرار می‌گرفت، در این دوره تا حدی امن‌تر بود؛ زیرا دادستان‌ها باید اثبات می‌کردند که نفوذ واقعاً اتفاق افتاده است.
در آوریل ۱۸۷۰، تراجنسیتی‌های بولتون و پارک به دلیل پوشیدن لباس زنانه در خارج از تئاتر استرند دستگیر شدند. آن‌ها به اتهام توطئه برای ارتکاب لواط با لرد آرتور پلهام-کلینتون، که در همان سال درگذشت (احتمالاً به دلیل خودکشی) و سومین پسر هنری کلینتون، پنجمین دوک نیوکاسل بود، متهم شدند. با این حال، از آنجا که هیچ شاهد عینی از چنین عملی وجود نداشت و هیچ مدرکی از مایع منی در ناحیه پشتی آن‌ها یافت نشد، اتهامات لغو شد.
هنری لابوشر، نماینده آزادی‌خواه نورث‌همپتون، پیش‌تر دیپلمات بود؛ اکنون سردبیر و بنیان‌گذار مجله تروث بود که نقطه فروش آن در افشای فساد و انحطاط بود. در سال ۱۸۸۲، لابوشر با وایلد در آمریکا ملاقات کرد؛ وایلد او را به عنوان «بهترین نویسنده اروپا» ستود، اگرچه لابوشر وایلد را به عنوان «سازنده جملات زن‌نما» مورد انتقاد قرار داد. سر هوارد وینسنت، مدیر تحقیقات جنایی در اسکاتلندیارد از سال ۱۸۷۸ تا ۱۸۸۴، اعمال همجنس‌گرایانه را یک «بلای مدرن» نامید. مجله معاصر یوکلز پرسپکتر در این باره نوشت:
افزایش این هیولاها به شکل مردان، که معمولاً به عنوان مارجری‌ها، پوف‌ها و غیره شناخته می‌شوند، در سال‌های اخیر در کلان‌شهر بزرگ، ضروری می‌سازد که برای ایمنی عموم آن‌ها شناخته شوند… آیا خواننده باور می‌کند، اما چنین واقعیتی وجود دارد که این هیولاها در واقع در خیابان‌ها همانند فاحشه‌ها راه می‌روند و به دنبال فرصت هستند؟ بله، کوادرنت، خیابان فلیت، هولبورن، استرند و غیره در واقع مملو از آن‌ها هستند! حتی مدت زیادی نیست، در نزدیکی چارینگ کراس، آن‌ها اعلامیه‌هایی را در پنجره‌های چندین میخانه نصب کردند و به عموم هشدار دادند که "مراقب لواط‌گران باشید!"
هیستری دربارهٔ همجنس‌گرایان در آن زمان به اوج خود رسیده بود، اگرچه اخلاق معاصر در حال شروع به زیر سؤال بردن اخلاق فعالیت همجنس‌گرایانه بود. کارل هاینریش اولریکس، وکیل آلمانی، در دهه ۱۸۶۰ ادبیاتی را به نفع عشق بین مردان تولید کرد. او آن را عشق اولریکس نامید و حتی آن را شکلی برتر از عشق معمول دگرجنس‌گرایی دانست. به‌طور مشابه، جان آدینگتون سایموندز، شاعر انگلیسی، در سال ۱۸۸۳ کتابی با عنوان «مشکلی در اخلاق یونانی» منتشر کرد. این کتاب با عنوان فرعی «تحقیقی در مورد پدیده وارونگی جنسی که به ویژه به روان‌شناسان پزشکی و حقوقدانان خطاب شده است» منتشر شد. او برای شاهدبازی یونانی استدلال کرد و گفت که دوران مدرن می‌تواند ارزش‌های خود را بازنگری کند.